# ミヒャエル・グシュプルニグ
ミヒャエル・グシュプルニグ（Michael Gspurning , 1981年5月2日 - ）はオーストリア出身の元サッカー選手。現役時代のポジションはゴールキーパー。

## 経歴
2000-01シーズンにFKアウストリア・ウィーンのファーストチームに昇格したが、公式戦の出場機会はなかった。2001年にDSVレオーベン、2004年にSVパッシング、2007年にシュコダ・クサンティFC、2012年にシアトル・サウンダーズFCへ移籍した。2014年1月、PAOKへ移籍した。同年9月、FCプラタニアスへ移籍した。
オーストリア・ブンデスリーガ2部、ギリシャ・スーパーリーグ、メジャーリーグサッカーと3か国のリーグで最優秀GKに選出された実績を持つ。
シアトル・サウンダーズFC 所属時にはCONCACAFチャンピオンズリーグに出場、準決勝まで進出した。
2016-17年シーズン後に 1.FCウニオン・ベルリンで引退を発表。2017年夏からはトップチームのGKコーチとして活動している。

## 人物
母国オーストリア以外でのプレーが長く、母国語のドイツ語以外にも英語、ギリシャ語、スペイン語、イタリア語に堪能。

## 所属クラブ
- ASKフォイツベルク -2000
- FKアウストリア・ウィーン 2000-2001
- DSVレオーベン 2001-2004
- SVパッシング 2004-2007
- シュコダ・クサンティFC  2007-2011
- シアトル・サウンダーズFC 2011-2013
- PAOKテッサロニキ 2014
- FCプラタニアス  2014
- シャルケ04 2015-2016
- 1.FCウニオン・ベルリン 2016-2017

## 獲得したチームタイトル
- ギリシャ・カップ準優勝1回　（2014）
- USオープンカップ準優勝1回　（2012）

## 獲得した個人タイトル
- ギリシャ・スーパーリーグ　年間最優秀GK選出 3回　（2008,2009,2010）
- メジャーリーグサッカー　ニューカマー賞受賞 1回　（2012）
- メジャーリーグサッカー　年間最優秀GK選出　2回　（2012,2013）
- オーストリア2部　年間最優秀GK選出 2回　（2003,2004）